# Tappan Zee Bridge (1955–2017)

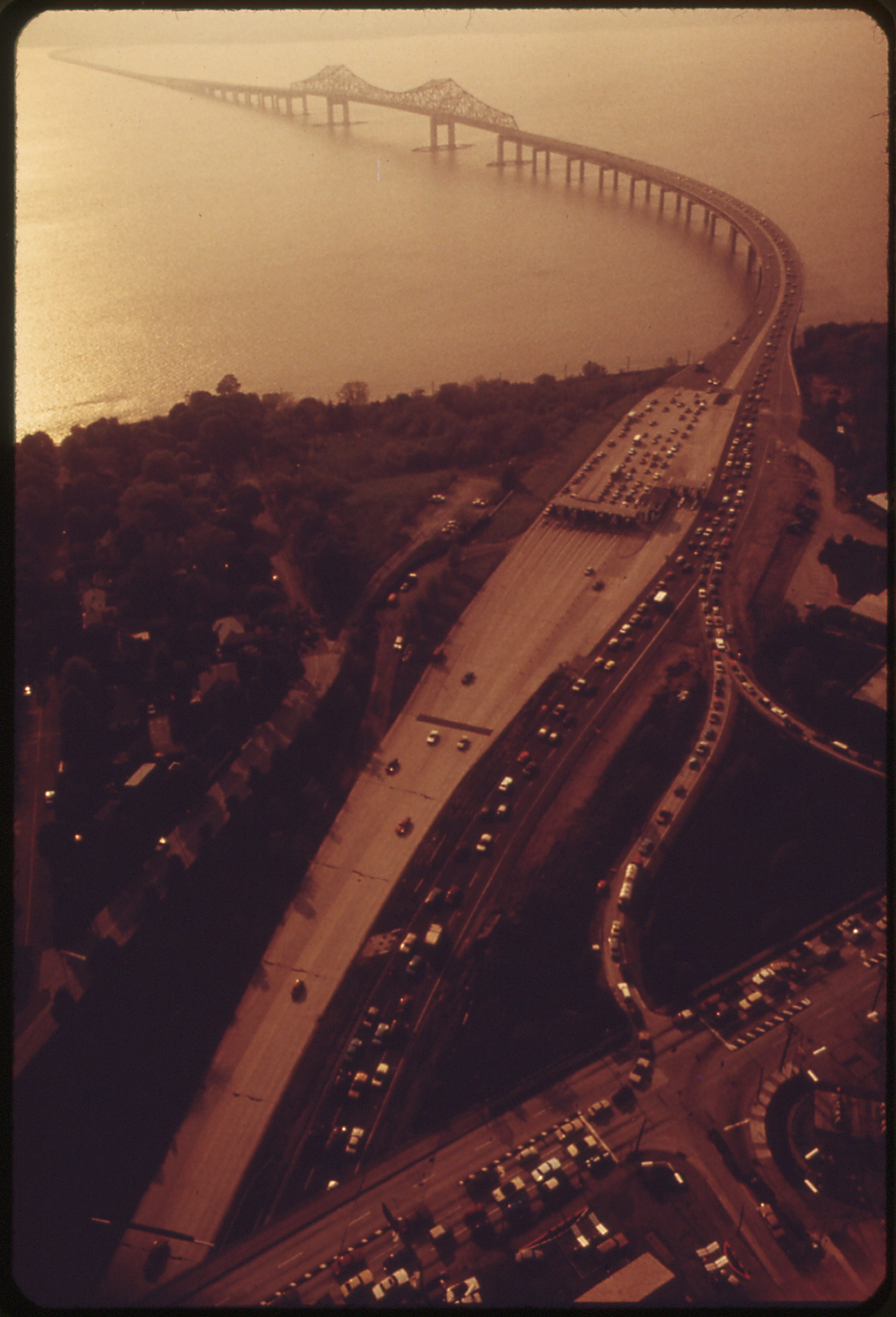
Mauterhebungsstelle Tappan Zee Bridge toll plaza bei White Plains (1973)

Die Governor Malcolm Wilson Tappan Zee Bridge oder allgemein nur Tappan Zee Bridge war eine Auslegerbrücke in New York und querte den Hudson River an einer seiner breitesten Stellen, Tappan Zee. Dieser Name ist von einem Indianerstamm, den Tappan, und dem holländischen Wort für Meer abgeleitet. Das Bauwerk verband South Nyack in Orangetown mit Tarrytown im Westchester County. Der Bau der Brücke begann im März 1952 und die Freigabe für den Verkehr erfolgte am 15. Dezember 1955.
2017 wurde der Verkehr auf die benachbarte neu erbaute Tappan Zee Bridge geleitet. Die Demontage der alten Tappan Zee Bridge begann bald danach. Am 15. Januar 2019 wurde der östliche Ausleger gesprengt, den westlichen Ausleger demontierte man Anfang des Jahres 2019.
Die Gesamtlänge des Bauwerks betrug 4881 m, wovon die Stahlträgerspanne 369,42 m lang ist und sich 42 m über dem Wasser befindet. Die Brücke befand sich etwa 40 km nördlich von Midtown Manhattan. An klaren Tagen war die Skyline von der Brücke aus sichtbar.
Die Brücke gehörte zum New York State Thruway und war auch als Interstate 87 und Interstate 287 ausgewiesen. Sieben Fahrstreifen führten darüber, der mittlere davon konnte verkehrsabhängig zwischen beiden Fahrtrichtungen getauscht werden: an Wochentagen führt dieser Streifen am Vormittag nach Osten und am Nachmittag nach Westen. Dazu wurde die mittlere Betonbarriere maschinell verschoben. Trotz dieser Maßnahme kam es im Brückenbereich regelmäßig zu zähfließendem Verkehr.
Der Name des früheren New Yorker Gouverneurs Malcolm Wilson wurde 1994 dem Namen der Brücke hinzugefügt.

## Geschichte und Bau
Als die Anforderungen durch den wachsenden Pendlerverkehr die bestehenden Brücken und Tunnel zu überlasten begannen, plante die Port of New York Authority 1950 den Bau einer Brücke über den Hudson River bei Dobbs Ferry. Der Plan wurde durch den Gouverneur New Yorks, Thomas E. Dewey verworfen, der den Bau einer Brücke wünschte, mit der der New York State Thruway über Westchester an den New England Thruway angebunden werden sollte. Die Port Authority hatte ihren Gesellschaftern versprochen, dass es in ihrem Zuständigkeitsbereich, der bis eine Meile südlich von Nyack und gegenüber bis nach Piermont reichte, keine andere Flussquerung geben würde.
In einem Leitartikel in The New York Times vom 10. Mai 1950 wurde ein Standort südlich von Dobbs Ferry oder nördlich von Hastings-on-Hudson als angemessen beurteilt, wo der Fluss wesentlich schmaler ist, als die rund fünf Kilometer, die der Tappan Zee an seiner breitesten Stelle von einem Ufer zum anderen misst. Der Leitartikel forderte Gouverneur Dewey auf, mit seinem Amtskollegen von New Jersey, Alfred E. Driscoll, einen Kompromiss auszuarbeiten, damit Benutzer des New York Thruway eine Vergünstigung erhielten, um den Umweg durch eine südlichere Trasse zu kompensieren. Zwei Tage später gab Gouverneur Dewey bekannt, dass die Port Authority ihre Pläne für eine eigene Brücke fallengelassen hat. Der Standort des Neubaus wurde so nah wie möglich an die Grenze des Zuständigkeitsbereiches der Port gelegt und damit in den Bereich Tarrytown–Nyack.
Der Standort der Brücke an der breitesten Stelle des Hudson Rivers trug zu den Baukosten bei. Man hatte eine Stelle gewählt, die so nahe wie möglich an New York City lag, aber sich noch außerhalb des 25 Meilen umfassenden Einflussbereiches der Port Authority befand.

## Strukturprobleme
2013 wurde der Zustand der Brücke als prekär eingestuft, sie galt laut Einschätzung eines renommierten Experten als eine der „altersschwächsten und potenziell gefährlichsten Brücken“ in den USA. Baustatische Untersuchungen haben festgestellt, dass jedwelche Einwirkung, von „Stahlkorrosion bis hin zu Erdbeben und Schiffsunfällen großen, womöglich katastrophale Schäden anrichten könne“. Ein führender Mitarbeiter des New Yorker Gouverneurs bezeichnete die Tappan Zee Bridge daher als die Brücke, bei der man „die Luft anhalten muss.“ Ein Bericht aus dem Jahr 2009 bemängelte, dass die Brücke nicht unter „für langfristige Haltbarkeit förderlichen Bedingungen“ gebaut worden sei und dass die Brückenbauer es versäumt hätten, betriebssichere Redundanzen einzuplanen. Dies hätte zur Folge, dass ein einziger „kritischer Bruch die Brücke komplett zum Einsturz bringen könnte, da ihre Träger den Schaden nicht durch Lastverschiebung auf andere Träger ausgleichen könnten“.

## Ersatzbauwerk

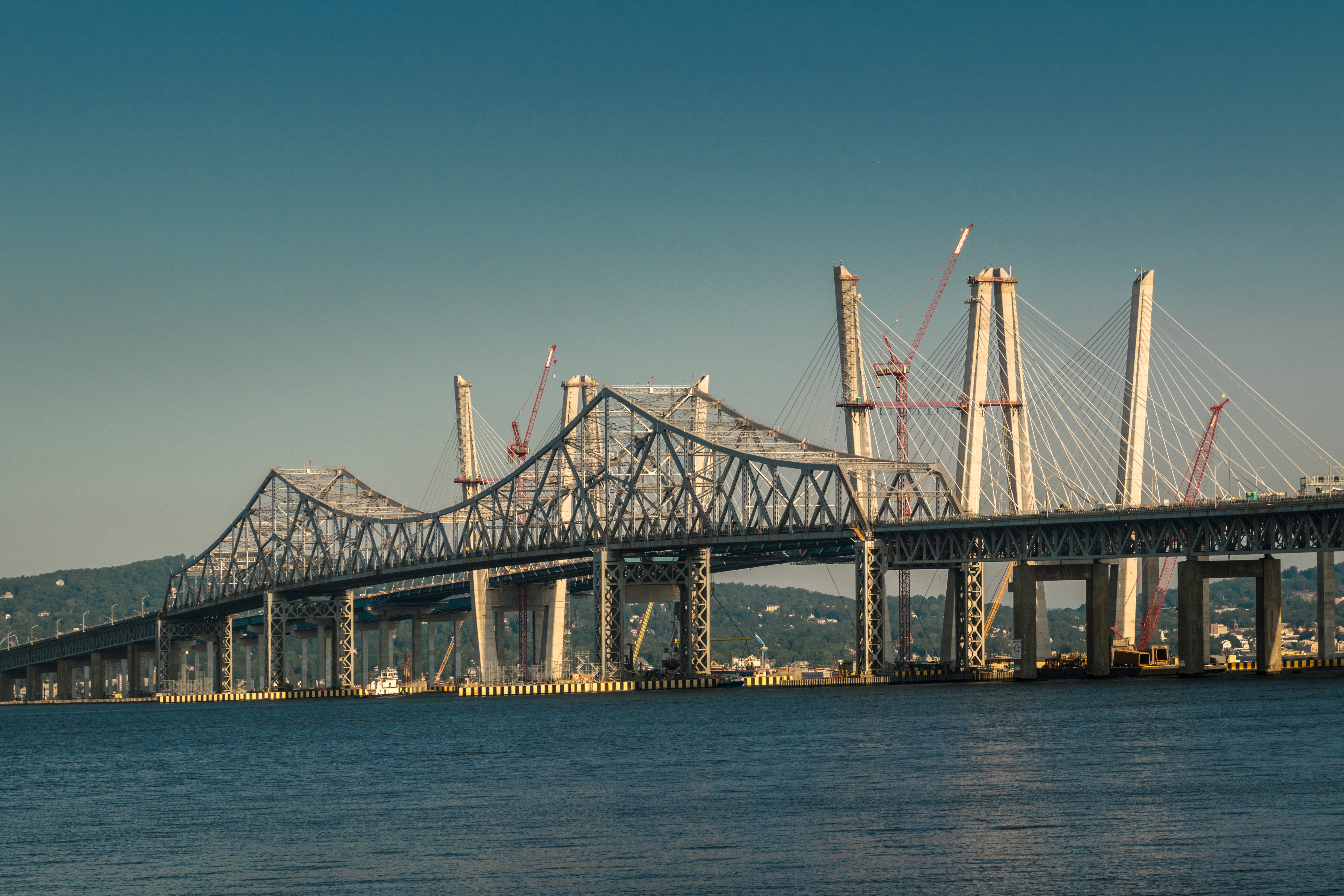
Bau der neuen Brücke

Die Alterung des Bauwerks, das viel mehr Verkehr bewältigt als geplant, hat Rufe nach einer Instandsetzung oder den Neubau einer Brücke oder eines Tunnels laut werden lassen. Aus den Diskussionen gingen schließlich sechs Varianten hervor, die einer Umweltverträglichkeitsprüfung unterzogen wurden. Der Einsturz der Interstate-35W-Mississippi-River-Brücke in Minnesota am 1. August 2007 hat die Zweifel am baulichen Zustand der Brücke erneuert.
Die Metropolitan Transportation Authority (MTA) prüfte die Machbarkeit einer zusätzlichen Eisenbahnbrücke, die an der Stelle über den Fluss führen soll oder die Bauausführung der neuen Brücke als kombinierte Brücke für Straßenverkehr und Eisenbahn. Die Bahnstrecke würde in diesem Falle unterhalb der Fahrbahnen verlaufen. Die Bedienung des Gebietes westlich des Flusses durch Züge für Pendler ist beschränkt, und die MTA prüfte auch die Möglichkeiten der Anbindung des Rockland Countys über die neue Brücke durch die Hudson Line, die so den direkten Zugang nach Manhattan ermöglicht.
Am 26. September 2008 gab der Bundesstaat seine Pläne für einen Neubau einer Brücke bekannt, die auch Gleise für Pendlerzüge und Fahrstreifen vorsehen, die Expressbussen vorbehalten sind. Die Kosten des Neubaus wurden auf 6,4 Milliarden US-Dollar veranschlagt, wozu noch weitere 2,9 Milliarden US-Dollar kommen, die für den Bau der Busspuren zwischen Suffern und Port Chester benötigt werden. Der Bau einer Bahnstrecke, von der Metro-North-Station in Suffern über die Brücke hinweg zur Hudson Line südlich von Tarrytown, würde weitere 6,7 Milliarden US-Dollar kosten. Der Plan wurde 2008 auf seine Umweltverträglichkeit überprüft.
2019 wurde der östliche Ausleger der alten Brücke gesprengt.

## Suizide
Von 1998 bis 2008 haben mehr als 25 Personen Suizid auf der Brücke begangen, so eine Statistik der New York State Thruway Authority. Am 31. August 2007 stellte die Behörde auf jeder Seite des Bauwerks Telefone auf, die Anrufer direkt mit einer psychologischen Hilfseinrichtung verbinden.

## Wanderfalkenbrutplatz
Seit 1988 brüteten Wanderfalken an der Brücke.